# Lombardiet Rundt 2020
Lombardiet Rundt 2020 var den 114. udgave af cykelløbet Lombardiet Rundt. Det er på UCI's World Tour-kalender i 2020 og blev kørt den 15. august 2020. Løbet skulle efter planen havde været kørt 10. oktober, men på grund af coronaviruspandemien og dens påvirkning af årets cykelkalender, blev det flyttet frem til august.
Løbet blev vundet af danske Jakob Fuglsang fra Astana Pro Team. 

## Hold og ryttere
| UCI WorldTeams (19)- Deceuninck-Quick Step - Groupama-FDJ - Lotto Soudal - EF Pro Cycling - AG2R La Mondiale - Astana - Bahrain McLaren - Bora-Hansgrohe - CCC Team - Cofidis - Israel Start-Up Nation - Movistar Team - Mitchelton-Scott - NTT Pro Cycling - Ineos - Jumbo-Visma - Team Sunweb - Trek-Segafredo - UAE Team Emirates UCI ProTeams (6)- Alpecin-Fenix - Androni Giocattoli-Sidermec - Gazprom-RusVelo - Circus-Wanty Gobert - Bardiani CSF Faizanè - Vini Zabù-KTM |
| |

## Startliste
| Trek-Segafredo TFS | Trek-Segafredo TFS       | Trek-Segafredo TFS |
| ------------------ | ------------------------ | ------------------ |
| Nr.                | Rytter                   | Placering          |
| 1                  | Bauke Mollema (NED)      | 4.                 |
| 2                  | Gianluca Brambilla (ITA) | 27.                |
| 3                  | Giulio Ciccone (ITA)     | 5.                 |
| 4                  | Nicola Conci (ITA)       | 37.                |
| 5                  | Koen de Kort (NED)       | DNF                |
| 6                  | Jacopo Mosca (ITA)       | 26.                |
| 7                  | Vincenzo Nibali (ITA)    | 6.                 |

| AG2R La Mondiale ALM | AG2R La Mondiale ALM      | AG2R La Mondiale ALM |
| -------------------- | ------------------------- | -------------------- |
| Nr.                  | Rytter                    | Placering            |
| 11                   | Geoffrey Bouchard (FRA)   | 71.                  |
| 12                   | Clément Champoussin (FRA) | DNF                  |
| 13                   | Axel Domont (FRA)         | HD                   |
| 14                   | Mathias Frank (SUI)       | 44.                  |
| 15                   | Ben Gastauer (LUX)        | DNF                  |
| 16                   | Jaakko Hänninen (FIN)     | 25.                  |
| 17                   | Larry Warbasse (USA)      | 54.                  |

| Alpecin-Fenix AFC | Alpecin-Fenix AFC          | Alpecin-Fenix AFC |
| ----------------- | -------------------------- | ----------------- |
| Nr.               | Rytter                     | Placering         |
| 21                | Mathieu van der Poel (NED) | 10.               |
| 22                | Floris De Tier (BEL)       | 76.               |
| 23                | Jimmy Janssens (BEL)       | 38.               |
| 24                | Kristian Sbaragli (ITA)    | DNF               |
| 25                | Petr Vakoč (CZE)           | 51.               |
| 26                | Louis Vervaeke (BEL)       | 69.               |
| 27                | Philipp Walsleben (GER)    | DNF               |

| Androni Giocattoli-Sidermec ANS | Androni Giocattoli-Sidermec ANS | Androni Giocattoli-Sidermec ANS |
| ------------------------------- | ------------------------------- | ------------------------------- |
| Nr.                             | Rytter                          | Placering                       |
| 31                              | Nicola Bagioli (ITA)            | DNF                             |
| 32                              | Alessandro Bisolti (ITA)        | DNF                             |
| 33                              | Luca Chirico (ITA)              | DNF                             |
| 34                              | Miguel Flórez López (COL)       | 35.                             |
| 35                              | Davide Gabburo (ITA)            | 75.                             |
| 36                              | Simon Pellaud (SUI)             | DNF                             |
| 37                              | Simone Ravanelli (ITA)          | HD                              |

| Astana AST | Astana AST                        | Astana AST |
| ---------- | --------------------------------- | ---------- |
| Nr.        | Rytter                            | Placering  |
| 41         | Jakob Fuglsang (DEN)              | 1.         |
| 42         | Alex Aranburu (ESP)               | 80.        |
| 43         | Manuele Boaro (ITA)               | DNF        |
| 44         | Davide Martinelli (ITA)           | DNF        |
| 45         | Jon Izagirre (ESP)                | 79.        |
| 46         | Harold Tejada (COL)               | 52.        |
| 47         | Aleksandr Vlasov (RUS) (landevej) | 3.         |

| Bahrain McLaren TBM | Bahrain McLaren TBM       | Bahrain McLaren TBM |
| ------------------- | ------------------------- | ------------------- |
| Nr.                 | Rytter                    | Placering           |
| 51                  | Enrico Battaglin (ITA)    | 42.                 |
| 52                  | Grega Bole (SLO)          | DNF                 |
| 53                  | Eros Capecchi (ITA)       | DNF                 |
| 54                  | Scott Davies (GBR)        | DNF                 |
| 55                  | Domen Novak (SLO)         | DNF                 |
| 56                  | Mark Padun (UKR)          | DNF                 |
| 57                  | Hermann Pernsteiner (AUT) | 36.                 |

| Bardiani CSF Faizanè BCF | Bardiani CSF Faizanè BCF | Bardiani CSF Faizanè BCF |
| ------------------------ | ------------------------ | ------------------------ |
| Nr.                      | Rytter                   | Placering                |
| 61                       | Giovanni Carboni (ITA)   | 49.                      |
| 62                       | Luca Covili (ITA)        | 67.                      |
| 63                       | Filippo Fiorelli (ITA)   | DNF                      |
| 64                       | Francesco Romano (ITA)   | DNF                      |
| 65                       | Daniel Savini (ITA)      | DNF                      |
| 66                       | Manuel Senni (ITA)       | HD                       |
| 67                       | Filippo Zana (ITA)       | HD                       |

| Bora-Hansgrohe BOH | Bora-Hansgrohe BOH                     | Bora-Hansgrohe BOH |
| ------------------ | -------------------------------------- | ------------------ |
| Nr.                | Rytter                                 | Placering          |
| 71                 | Rafał Majka (POL)                      | 24.                |
| 72                 | Cesare Benedetti (ITA)                 | 48.                |
| 73                 | Jempy Drucker (LUX)                    | DNF                |
| 74                 | Patrick Konrad (AUT) (landevej)        | 31.                |
| 75                 | Paweł Poljański (POL)                  | DNF                |
| 76                 | Maximilian Schachmann (GER) (landevej) | 7.                 |
| 77                 | Ide Schelling (NED)                    | 86.                |

| CCC Team CCC | CCC Team CCC                   | CCC Team CCC |
| ------------ | ------------------------------ | ------------ |
| Nr.          | Rytter                         | Placering    |
| 81           | Attila Valter (HUN)            | HD           |
| 82           | Alessandro De Marchi (ITA)     | 11.          |
| 83           | Simon Geschke (GER)            | 20.          |
| 84           | Kamil Małecki (POL)            | 67.          |
| 85           | Michał Paluta (POL) (landevej) | HD           |
| 86           | Joey Rosskopf (USA)            | 28.          |
| 87           | Georg Zimmermann (GER)         | 56.          |

| Circus-Wanty Gobert CWG | Circus-Wanty Gobert CWG    | Circus-Wanty Gobert CWG |
| ----------------------- | -------------------------- | ----------------------- |
| Nr.                     | Rytter                     | Placering               |
| 91                      | Jasper De Plus (BEL)       | DNF                     |
| 92                      | Théo Delacroix (FRA)       | HD                      |
| 93                      | Tom Devriendt (BEL)        | DNF                     |
| 94                      | Odd Christian Eiking (NOR) | 33.                     |
| 96                      | Andrea Pasqualon (ITA)     | HD                      |
| 97                      | Simone Petilli (ITA)       | 30.                     |

| Cofidis COF | Cofidis COF              | Cofidis COF |
| ----------- | ------------------------ | ----------- |
| Nr.         | Rytter                   | Placering   |
| 101         | Jesús Herrada (ESP)      | 15.         |
| 102         | Fernando Barceló (ESP)   | DNF         |
| 103         | Jesper Hansen (DEN)      | 34.         |
| 104         | José Herrada (ESP)       | 73.         |
| 105         | Mathias Le Turnier (FRA) | HD          |
| 106         | Emmanuel Morin (FRA)     | DNF         |
| 107         | Attilio Viviani (ITA)    | DNF         |

| Deceuninck-Quick Step DQT | Deceuninck-Quick Step DQT | Deceuninck-Quick Step DQT |
| ------------------------- | ------------------------- | ------------------------- |
| Nr.                       | Rytter                    | Placering                 |
| 111                       | Remco Evenepoel (BEL)     | DNF                       |
| 112                       | João Almeida (POR)        | DNF                       |
| 113                       | Andrea Bagioli (ITA)      | DNF                       |
| 114                       | Mattia Cattaneo (ITA)     | DNF                       |
| 115                       | Dries Devenyns (BEL)      | DNF                       |
| 116                       | Mikkel Honoré (DEN)       | 58.                       |
| 117                       | Pieter Serry (BEL)        | DNF                       |

| EF Pro Cycling EF1 | EF Pro Cycling EF1     | EF Pro Cycling EF1 |
| ------------------ | ---------------------- | ------------------ |
| Nr.                | Rytter                 | Placering          |
| 121                | Alberto Bettiol (ITA)  | DNF                |
| 122                | Jonathan Caicedo (ECU) | 78.                |
| 123                | Simon Clarke (AUS)     | 14.                |
| 124                | Ruben Guerreiro (POR)  | 17.                |
| 125                | Lachlan Morton (AUS)   | DNF                |
| 126                | Magnus Cort (DEN)      | HD                 |
| 127                | Michael Woods (CAN)    | 29.                |

| Gazprom-RusVelo GAZ | Gazprom-RusVelo GAZ      | Gazprom-RusVelo GAZ |
| ------------------- | ------------------------ | ------------------- |
| Nr.                 | Rytter                   | Placering           |
| 131                 | Anton Kuzmin (KAZ)       | DNF                 |
| 132                 | Sergej Tjernetskij (RUS) | 47.                 |
| 133                 | Denis Nekrasov (RUS)     | DNF                 |
| 134                 | Artjom Nytj (RUS)        | 74.                 |
| 135                 | Ivan Rovnyj (RUS)        | 59.                 |
| 136                 | Aleksej Rybalkin (RUS)   | 63.                 |
| 137                 | Simone Velasco (ITA)     | 64.                 |

| Groupama-FDJ GFC | Groupama-FDJ GFC      | Groupama-FDJ GFC |
| ---------------- | --------------------- | ---------------- |
| Nr.              | Rytter                | Placering        |
| 141              | Alexys Brunel (FRA)   | DNF              |
| 142              | Kilian Frankiny (SUI) | HD               |
| 143              | Rudy Molard (FRA)     | 21.              |
| 144              | Anthony Roux (FRA)    | 41.              |
| 145              | Romain Seigle (FRA)   | HD               |
| 146              | Benjamin Thomas (FRA) | HD               |
| 147              | Simon Guglielmi (FRA) | 45.              |

| Israel Start-Up Nation ISN | Israel Start-Up Nation ISN | Israel Start-Up Nation ISN |
| -------------------------- | -------------------------- | -------------------------- |
| Nr.                        | Rytter                     | Placering                  |
| 151                        | Matteo Badilatti (SUI)     | 23.                        |
| 152                        | Guillaume Boivin (CAN)     | DNF                        |
| 153                        | Alexander Cataford (CAN)   | DNF                        |
| 154                        | Omer Goldstein (ISR)       | HD                         |
| 155                        | Ben Hermans (BEL)          | 9.                         |
| 156                        | Daniel Navarro (ESP)       | 22.                        |
| 157                        | James Piccoli (CAN)        | HD                         |

| Lotto-Soudal LTS | Lotto-Soudal LTS         | Lotto-Soudal LTS |
| ---------------- | ------------------------ | ---------------- |
| Nr.              | Rytter                   | Placering        |
| 161              | Tim Wellens (BEL)        | HD               |
| 162              | Steff Cras (BEL)         | 49.              |
| 163              | Kobe Goossens (BEL)      | 71.              |
| 164              | Adam Hansen (AUS)        | DNF              |
| 165              | Nikolas Maes (BEL)       | DNF              |
| 166              | Tomasz Marczyński (POL)  | DNF              |
| 167              | Tosh Van der Sande (BEL) | DNF              |

| Mitchelton-Scott MTS | Mitchelton-Scott MTS           | Mitchelton-Scott MTS |
| -------------------- | ------------------------------ | -------------------- |
| Nr.                  | Rytter                         | Placering            |
| 171                  | Mikel Nieve (ESP)              | DNF                  |
| 172                  | Michael Albasini (SUI)         | DNF                  |
| 173                  | Tsgabu Grmay (ETH)             | 82.                  |
| 174                  | Lucas Hamilton (AUS)           | DNF                  |
| 175                  | Cameron Meyer (AUS) (landevej) | DNF                  |
| 176                  | Callum Scotson (AUS)           | DNF                  |
| 177                  | Robert Stannard (AUS)          | 54.                  |

| Movistar Team MOV | Movistar Team MOV       | Movistar Team MOV |
| ----------------- | ----------------------- | ----------------- |
| Nr.               | Rytter                  | Placering         |
| 181               | Dario Cataldo (ITA)     | 16.               |
| 182               | Juan Diego Alba (COL)   | 85.               |
| 183               | Héctor Carretero (ESP)  | DNF               |
| 184               | Juri Hollmann (GER)     | HD                |
| 185               | Einer Rubio (COL)       | 60.               |
| 186               | Eduardo Sepúlveda (ARG) | 83.               |
| 187               | Davide Villella (ITA)   | DNF               |

| NTT Pro Cycling NTT | NTT Pro Cycling NTT     | NTT Pro Cycling NTT |
| ------------------- | ----------------------- | ------------------- |
| Nr.                 | Rytter                  | Placering           |
| 191                 | Stefan de Bod (RSA)     | 78.                 |
| 192                 | Benjamin Dyball (AUS)   | DNF                 |
| 193                 | Enrico Gasparotto (SUI) | DNF                 |
| 194                 | Ben King (USA)          | HD                  |
| 195                 | Gino Mäder (SUI)        | DNF                 |
| 196                 | Matteo Sobrero (ITA)    | DNF                 |
| 197                 | Danilo Wyss (SUI)       | DNF                 |

| Team Ineos INS | Team Ineos INS             | Team Ineos INS |
| -------------- | -------------------------- | -------------- |
| Nr.            | Rytter                     | Placering      |
| 201            | Richard Carapaz (ECU)      | 13.            |
| 202            | Eddie Dunbar (IRL)         | 40.            |
| 203            | Tao Geoghegan Hart (GBR)   | DNF            |
| 204            | Gianni Moscon (ITA)        | 56.            |
| 205            | Salvatore Puccio (ITA)     | DNF            |
| 206            | Iván Sosa (COL)            | DNF            |
| 207            | Ben Swift (GBR) (landevej) | DNF            |

| Jumbo-Visma TJV | Jumbo-Visma TJV        | Jumbo-Visma TJV |
| --------------- | ---------------------- | --------------- |
| Nr.             | Rytter                 | Placering       |
| 211             | George Bennett (NZL)   | 2.              |
| 212             | Koen Bouwman (NED)     | 68.             |
| 213             | Chris Harper (AUS)     | 72.             |
| 214             | Lennard Hofstede (NED) | DNF             |
| 215             | Paul Martens (GER)     | DNF             |
| 216             | Jonas Vingegaard (DEN) | DNF             |
| 217             | Antwan Tolhoek (NED)   | 12.             |

| Team Sunweb SUN | Team Sunweb SUN       | Team Sunweb SUN |
| --------------- | --------------------- | --------------- |
| Nr.             | Rytter                | Placering       |
| 221             | Wilco Kelderman (NED) | 19.             |
| 222             | Nico Denz (GER)       | DNF             |
| 223             | Chad Haga (USA)       | 32.             |
| 224             | Chris Hamilton (AUS)  | 50.             |
| 225             | Jai Hindley (AUS)     | 64.             |
| 226             | Martijn Tusveld (NED) | DNF             |
| 227             | Florian Stork (GER)   | 65.             |

| UAE Team Emirates UAD | UAE Team Emirates UAD       | UAE Team Emirates UAD |
| --------------------- | --------------------------- | --------------------- |
| Nr.                   | Rytter                      | Placering             |
| 231                   | Diego Ulissi (ITA)          | 8.                    |
| 232                   | Fabio Aru (ITA)             | DNF                   |
| 233                   | Valerio Conti (ITA)         | DNF                   |
| 234                   | Alessandro Covi (ITA)       | DNF                   |
| 235                   | Brandon McNulty (USA)       | 61.                   |
| 236                   | Edward Ravasi (ITA)         | 60.                   |
| 237                   | Aljaksandr Rabusjenka (BLR) | DNF                   |

| Vini Zabù-KTM THR | Vini Zabù-KTM THR       | Vini Zabù-KTM THR |
| ----------------- | ----------------------- | ----------------- |
| Nr.               | Rytter                  | Placering         |
| 241               | Giovanni Visconti (ITA) | DNF               |
| 242               | Lorenzo Fortunato (ITA) | 43.               |
| 243               | Marco Frapporti (ITA)   | DNF               |
| 244               | Andrea Garosio (ITA)    | 39.               |
| 245               | James Mitri (NZL)       | DNF               |
| 246               | Lorenzo Rota (ITA)      | 18.               |
| 247               | Matteo Spreafico (ITA)  | 83.               |

| Trek-Segafredo TFS | Trek-Segafredo TFS       | Trek-Segafredo TFS |
| ------------------ | ------------------------ | ------------------ |
| Nr.                | Rytter                   | Placering          |
| 1                  | Bauke Mollema (NED)      | 4.                 |
| 2                  | Gianluca Brambilla (ITA) | 27.                |
| 3                  | Giulio Ciccone (ITA)     | 5.                 |
| 4                  | Nicola Conci (ITA)       | 37.                |
| 5                  | Koen de Kort (NED)       | DNF                |
| 6                  | Jacopo Mosca (ITA)       | 26.                |
| 7                  | Vincenzo Nibali (ITA)    | 6.                 |

| AG2R La Mondiale ALM | AG2R La Mondiale ALM      | AG2R La Mondiale ALM |
| -------------------- | ------------------------- | -------------------- |
| Nr.                  | Rytter                    | Placering            |
| 11                   | Geoffrey Bouchard (FRA)   | 71.                  |
| 12                   | Clément Champoussin (FRA) | DNF                  |
| 13                   | Axel Domont (FRA)         | HD                   |
| 14                   | Mathias Frank (SUI)       | 44.                  |
| 15                   | Ben Gastauer (LUX)        | DNF                  |
| 16                   | Jaakko Hänninen (FIN)     | 25.                  |
| 17                   | Larry Warbasse (USA)      | 54.                  |

| Alpecin-Fenix AFC | Alpecin-Fenix AFC          | Alpecin-Fenix AFC |
| ----------------- | -------------------------- | ----------------- |
| Nr.               | Rytter                     | Placering         |
| 21                | Mathieu van der Poel (NED) | 10.               |
| 22                | Floris De Tier (BEL)       | 76.               |
| 23                | Jimmy Janssens (BEL)       | 38.               |
| 24                | Kristian Sbaragli (ITA)    | DNF               |
| 25                | Petr Vakoč (CZE)           | 51.               |
| 26                | Louis Vervaeke (BEL)       | 69.               |
| 27                | Philipp Walsleben (GER)    | DNF               |

| Androni Giocattoli-Sidermec ANS | Androni Giocattoli-Sidermec ANS | Androni Giocattoli-Sidermec ANS |
| ------------------------------- | ------------------------------- | ------------------------------- |
| Nr.                             | Rytter                          | Placering                       |
| 31                              | Nicola Bagioli (ITA)            | DNF                             |
| 32                              | Alessandro Bisolti (ITA)        | DNF                             |
| 33                              | Luca Chirico (ITA)              | DNF                             |
| 34                              | Miguel Flórez López (COL)       | 35.                             |
| 35                              | Davide Gabburo (ITA)            | 75.                             |
| 36                              | Simon Pellaud (SUI)             | DNF                             |
| 37                              | Simone Ravanelli (ITA)          | HD                              |

| Astana AST | Astana AST                        | Astana AST |
| ---------- | --------------------------------- | ---------- |
| Nr.        | Rytter                            | Placering  |
| 41         | Jakob Fuglsang (DEN)              | 1.         |
| 42         | Alex Aranburu (ESP)               | 80.        |
| 43         | Manuele Boaro (ITA)               | DNF        |
| 44         | Davide Martinelli (ITA)           | DNF        |
| 45         | Jon Izagirre (ESP)                | 79.        |
| 46         | Harold Tejada (COL)               | 52.        |
| 47         | Aleksandr Vlasov (RUS) (landevej) | 3.         |

| Bahrain McLaren TBM | Bahrain McLaren TBM       | Bahrain McLaren TBM |
| ------------------- | ------------------------- | ------------------- |
| Nr.                 | Rytter                    | Placering           |
| 51                  | Enrico Battaglin (ITA)    | 42.                 |
| 52                  | Grega Bole (SLO)          | DNF                 |
| 53                  | Eros Capecchi (ITA)       | DNF                 |
| 54                  | Scott Davies (GBR)        | DNF                 |
| 55                  | Domen Novak (SLO)         | DNF                 |
| 56                  | Mark Padun (UKR)          | DNF                 |
| 57                  | Hermann Pernsteiner (AUT) | 36.                 |

| Bardiani CSF Faizanè BCF | Bardiani CSF Faizanè BCF | Bardiani CSF Faizanè BCF |
| ------------------------ | ------------------------ | ------------------------ |
| Nr.                      | Rytter                   | Placering                |
| 61                       | Giovanni Carboni (ITA)   | 49.                      |
| 62                       | Luca Covili (ITA)        | 67.                      |
| 63                       | Filippo Fiorelli (ITA)   | DNF                      |
| 64                       | Francesco Romano (ITA)   | DNF                      |
| 65                       | Daniel Savini (ITA)      | DNF                      |
| 66                       | Manuel Senni (ITA)       | HD                       |
| 67                       | Filippo Zana (ITA)       | HD                       |

| Bora-Hansgrohe BOH | Bora-Hansgrohe BOH                     | Bora-Hansgrohe BOH |
| ------------------ | -------------------------------------- | ------------------ |
| Nr.                | Rytter                                 | Placering          |
| 71                 | Rafał Majka (POL)                      | 24.                |
| 72                 | Cesare Benedetti (ITA)                 | 48.                |
| 73                 | Jempy Drucker (LUX)                    | DNF                |
| 74                 | Patrick Konrad (AUT) (landevej)        | 31.                |
| 75                 | Paweł Poljański (POL)                  | DNF                |
| 76                 | Maximilian Schachmann (GER) (landevej) | 7.                 |
| 77                 | Ide Schelling (NED)                    | 86.                |

| CCC Team CCC | CCC Team CCC                   | CCC Team CCC |
| ------------ | ------------------------------ | ------------ |
| Nr.          | Rytter                         | Placering    |
| 81           | Attila Valter (HUN)            | HD           |
| 82           | Alessandro De Marchi (ITA)     | 11.          |
| 83           | Simon Geschke (GER)            | 20.          |
| 84           | Kamil Małecki (POL)            | 67.          |
| 85           | Michał Paluta (POL) (landevej) | HD           |
| 86           | Joey Rosskopf (USA)            | 28.          |
| 87           | Georg Zimmermann (GER)         | 56.          |

| Circus-Wanty Gobert CWG | Circus-Wanty Gobert CWG    | Circus-Wanty Gobert CWG |
| ----------------------- | -------------------------- | ----------------------- |
| Nr.                     | Rytter                     | Placering               |
| 91                      | Jasper De Plus (BEL)       | DNF                     |
| 92                      | Théo Delacroix (FRA)       | HD                      |
| 93                      | Tom Devriendt (BEL)        | DNF                     |
| 94                      | Odd Christian Eiking (NOR) | 33.                     |
| 96                      | Andrea Pasqualon (ITA)     | HD                      |
| 97                      | Simone Petilli (ITA)       | 30.                     |

| Cofidis COF | Cofidis COF              | Cofidis COF |
| ----------- | ------------------------ | ----------- |
| Nr.         | Rytter                   | Placering   |
| 101         | Jesús Herrada (ESP)      | 15.         |
| 102         | Fernando Barceló (ESP)   | DNF         |
| 103         | Jesper Hansen (DEN)      | 34.         |
| 104         | José Herrada (ESP)       | 73.         |
| 105         | Mathias Le Turnier (FRA) | HD          |
| 106         | Emmanuel Morin (FRA)     | DNF         |
| 107         | Attilio Viviani (ITA)    | DNF         |

| Deceuninck-Quick Step DQT | Deceuninck-Quick Step DQT | Deceuninck-Quick Step DQT |
| ------------------------- | ------------------------- | ------------------------- |
| Nr.                       | Rytter                    | Placering                 |
| 111                       | Remco Evenepoel (BEL)     | DNF                       |
| 112                       | João Almeida (POR)        | DNF                       |
| 113                       | Andrea Bagioli (ITA)      | DNF                       |
| 114                       | Mattia Cattaneo (ITA)     | DNF                       |
| 115                       | Dries Devenyns (BEL)      | DNF                       |
| 116                       | Mikkel Honoré (DEN)       | 58.                       |
| 117                       | Pieter Serry (BEL)        | DNF                       |

| EF Pro Cycling EF1 | EF Pro Cycling EF1     | EF Pro Cycling EF1 |
| ------------------ | ---------------------- | ------------------ |
| Nr.                | Rytter                 | Placering          |
| 121                | Alberto Bettiol (ITA)  | DNF                |
| 122                | Jonathan Caicedo (ECU) | 78.                |
| 123                | Simon Clarke (AUS)     | 14.                |
| 124                | Ruben Guerreiro (POR)  | 17.                |
| 125                | Lachlan Morton (AUS)   | DNF                |
| 126                | Magnus Cort (DEN)      | HD                 |
| 127                | Michael Woods (CAN)    | 29.                |

| Gazprom-RusVelo GAZ | Gazprom-RusVelo GAZ      | Gazprom-RusVelo GAZ |
| ------------------- | ------------------------ | ------------------- |
| Nr.                 | Rytter                   | Placering           |
| 131                 | Anton Kuzmin (KAZ)       | DNF                 |
| 132                 | Sergej Tjernetskij (RUS) | 47.                 |
| 133                 | Denis Nekrasov (RUS)     | DNF                 |
| 134                 | Artjom Nytj (RUS)        | 74.                 |
| 135                 | Ivan Rovnyj (RUS)        | 59.                 |
| 136                 | Aleksej Rybalkin (RUS)   | 63.                 |
| 137                 | Simone Velasco (ITA)     | 64.                 |

| Groupama-FDJ GFC | Groupama-FDJ GFC      | Groupama-FDJ GFC |
| ---------------- | --------------------- | ---------------- |
| Nr.              | Rytter                | Placering        |
| 141              | Alexys Brunel (FRA)   | DNF              |
| 142              | Kilian Frankiny (SUI) | HD               |
| 143              | Rudy Molard (FRA)     | 21.              |
| 144              | Anthony Roux (FRA)    | 41.              |
| 145              | Romain Seigle (FRA)   | HD               |
| 146              | Benjamin Thomas (FRA) | HD               |
| 147              | Simon Guglielmi (FRA) | 45.              |

| Israel Start-Up Nation ISN | Israel Start-Up Nation ISN | Israel Start-Up Nation ISN |
| -------------------------- | -------------------------- | -------------------------- |
| Nr.                        | Rytter                     | Placering                  |
| 151                        | Matteo Badilatti (SUI)     | 23.                        |
| 152                        | Guillaume Boivin (CAN)     | DNF                        |
| 153                        | Alexander Cataford (CAN)   | DNF                        |
| 154                        | Omer Goldstein (ISR)       | HD                         |
| 155                        | Ben Hermans (BEL)          | 9.                         |
| 156                        | Daniel Navarro (ESP)       | 22.                        |
| 157                        | James Piccoli (CAN)        | HD                         |

| Lotto-Soudal LTS | Lotto-Soudal LTS         | Lotto-Soudal LTS |
| ---------------- | ------------------------ | ---------------- |
| Nr.              | Rytter                   | Placering        |
| 161              | Tim Wellens (BEL)        | HD               |
| 162              | Steff Cras (BEL)         | 49.              |
| 163              | Kobe Goossens (BEL)      | 71.              |
| 164              | Adam Hansen (AUS)        | DNF              |
| 165              | Nikolas Maes (BEL)       | DNF              |
| 166              | Tomasz Marczyński (POL)  | DNF              |
| 167              | Tosh Van der Sande (BEL) | DNF              |

| Mitchelton-Scott MTS | Mitchelton-Scott MTS           | Mitchelton-Scott MTS |
| -------------------- | ------------------------------ | -------------------- |
| Nr.                  | Rytter                         | Placering            |
| 171                  | Mikel Nieve (ESP)              | DNF                  |
| 172                  | Michael Albasini (SUI)         | DNF                  |
| 173                  | Tsgabu Grmay (ETH)             | 82.                  |
| 174                  | Lucas Hamilton (AUS)           | DNF                  |
| 175                  | Cameron Meyer (AUS) (landevej) | DNF                  |
| 176                  | Callum Scotson (AUS)           | DNF                  |
| 177                  | Robert Stannard (AUS)          | 54.                  |

| Movistar Team MOV | Movistar Team MOV       | Movistar Team MOV |
| ----------------- | ----------------------- | ----------------- |
| Nr.               | Rytter                  | Placering         |
| 181               | Dario Cataldo (ITA)     | 16.               |
| 182               | Juan Diego Alba (COL)   | 85.               |
| 183               | Héctor Carretero (ESP)  | DNF               |
| 184               | Juri Hollmann (GER)     | HD                |
| 185               | Einer Rubio (COL)       | 60.               |
| 186               | Eduardo Sepúlveda (ARG) | 83.               |
| 187               | Davide Villella (ITA)   | DNF               |

| NTT Pro Cycling NTT | NTT Pro Cycling NTT     | NTT Pro Cycling NTT |
| ------------------- | ----------------------- | ------------------- |
| Nr.                 | Rytter                  | Placering           |
| 191                 | Stefan de Bod (RSA)     | 78.                 |
| 192                 | Benjamin Dyball (AUS)   | DNF                 |
| 193                 | Enrico Gasparotto (SUI) | DNF                 |
| 194                 | Ben King (USA)          | HD                  |
| 195                 | Gino Mäder (SUI)        | DNF                 |
| 196                 | Matteo Sobrero (ITA)    | DNF                 |
| 197                 | Danilo Wyss (SUI)       | DNF                 |

| Team Ineos INS | Team Ineos INS             | Team Ineos INS |
| -------------- | -------------------------- | -------------- |
| Nr.            | Rytter                     | Placering      |
| 201            | Richard Carapaz (ECU)      | 13.            |
| 202            | Eddie Dunbar (IRL)         | 40.            |
| 203            | Tao Geoghegan Hart (GBR)   | DNF            |
| 204            | Gianni Moscon (ITA)        | 56.            |
| 205            | Salvatore Puccio (ITA)     | DNF            |
| 206            | Iván Sosa (COL)            | DNF            |
| 207            | Ben Swift (GBR) (landevej) | DNF            |

| Jumbo-Visma TJV | Jumbo-Visma TJV        | Jumbo-Visma TJV |
| --------------- | ---------------------- | --------------- |
| Nr.             | Rytter                 | Placering       |
| 211             | George Bennett (NZL)   | 2.              |
| 212             | Koen Bouwman (NED)     | 68.             |
| 213             | Chris Harper (AUS)     | 72.             |
| 214             | Lennard Hofstede (NED) | DNF             |
| 215             | Paul Martens (GER)     | DNF             |
| 216             | Jonas Vingegaard (DEN) | DNF             |
| 217             | Antwan Tolhoek (NED)   | 12.             |

| Team Sunweb SUN | Team Sunweb SUN       | Team Sunweb SUN |
| --------------- | --------------------- | --------------- |
| Nr.             | Rytter                | Placering       |
| 221             | Wilco Kelderman (NED) | 19.             |
| 222             | Nico Denz (GER)       | DNF             |
| 223             | Chad Haga (USA)       | 32.             |
| 224             | Chris Hamilton (AUS)  | 50.             |
| 225             | Jai Hindley (AUS)     | 64.             |
| 226             | Martijn Tusveld (NED) | DNF             |
| 227             | Florian Stork (GER)   | 65.             |

| UAE Team Emirates UAD | UAE Team Emirates UAD       | UAE Team Emirates UAD |
| --------------------- | --------------------------- | --------------------- |
| Nr.                   | Rytter                      | Placering             |
| 231                   | Diego Ulissi (ITA)          | 8.                    |
| 232                   | Fabio Aru (ITA)             | DNF                   |
| 233                   | Valerio Conti (ITA)         | DNF                   |
| 234                   | Alessandro Covi (ITA)       | DNF                   |
| 235                   | Brandon McNulty (USA)       | 61.                   |
| 236                   | Edward Ravasi (ITA)         | 60.                   |
| 237                   | Aljaksandr Rabusjenka (BLR) | DNF                   |

| Vini Zabù-KTM THR | Vini Zabù-KTM THR       | Vini Zabù-KTM THR |
| ----------------- | ----------------------- | ----------------- |
| Nr.               | Rytter                  | Placering         |
| 241               | Giovanni Visconti (ITA) | DNF               |
| 242               | Lorenzo Fortunato (ITA) | 43.               |
| 243               | Marco Frapporti (ITA)   | DNF               |
| 244               | Andrea Garosio (ITA)    | 39.               |
| 245               | James Mitri (NZL)       | DNF               |
| 246               | Lorenzo Rota (ITA)      | 18.               |
| 247               | Matteo Spreafico (ITA)  | 83.               |

## Resultater
| \| Samlede stilling \| Samlede stilling \| Samlede stilling \| Samlede stilling \| Samlede stilling \| \| Rytter \| Rytter \| Hold \| Tid \| \| \| ---------------- \| --------------------- \| ---------------------- \| ---------------- \| ---------------- \| \| 1. \| Jakob Fuglsang \| Astana \| 5t 32' 54" \| \| \| 2. \| George Bennett \| Jumbo-Visma \| + 31" \| \| \| 3. \| Aleksandr Vlasov \| Astana \| + 51" \| \| \| 4. \| Bauke Mollema \| Trek-Segafredo \| + 1' 19" \| \| \| 5. \| Giulio Ciccone \| Trek-Segafredo \| + 1' 40" \| \| \| 6. \| Vincenzo Nibali \| Trek-Segafredo \| + 3' 31" \| \| \| 7. \| Maximilian Schachmann \| Bora-Hansgrohe \| + 4' 31" \| \| \| 8. \| Diego Ulissi \| UAE Team Emirates \| + 5' 20" \| \| \| 9. \| Ben Hermans \| Israel Start-Up Nation \| + 6' 00" \| \| \| 10. \| Mathieu van der Poel \| Alpecin-Fenix \| + 6' 28" \| \| \| 11. \| Alessandro De Marchi \| CCC Team \| + 6' 51" \| \| \| 12. \| Antwan Tolhoek \| Jumbo-Visma \| + 8' 15" \| \| \| 13. \| Richard Carapaz \| Team Ineos \| + 8' 15" \| \| \| 14. \| Simon Clarke \| EF Pro Cycling \| + 10' 05" \| \| \| 15. \| Jesús Herrada \| Cofidis \| + 10' 09" \| \| \| 16. \| Dario Cataldo \| Movistar Team \| + 10' 18" \| \| \| 17. \| Ruben Guerreiro \| EF Pro Cycling \| + 10' 25" \| \| \| 18. \| Lorenzo Rota \| Vini Zabù-KTM \| + 10' 25" \| \| \| 19. \| Wilco Kelderman \| Team Sunweb \| + 10' 25" \| \| \| 20. \| Simon Geschke \| CCC Team \| + 10' 25" \| \| |                       |                        |            |
| |                       |                        |            |
| Kilde: ProCyclingStats |                       |                        |            |
| Samlede stilling |                       |                        |            |
| Rytter | Rytter                | Hold                   | Tid        |
| 1. | Jakob Fuglsang        | Astana                 | 5t 32' 54" |
| 2. | George Bennett        | Jumbo-Visma            | + 31"      |
| 3. | Aleksandr Vlasov      | Astana                 | + 51"      |
| 4. | Bauke Mollema         | Trek-Segafredo         | + 1' 19"   |
| 5. | Giulio Ciccone        | Trek-Segafredo         | + 1' 40"   |
| 6. | Vincenzo Nibali       | Trek-Segafredo         | + 3' 31"   |
| 7. | Maximilian Schachmann | Bora-Hansgrohe         | + 4' 31"   |
| 8. | Diego Ulissi          | UAE Team Emirates      | + 5' 20"   |
| 9. | Ben Hermans           | Israel Start-Up Nation | + 6' 00"   |
| 10. | Mathieu van der Poel  | Alpecin-Fenix          | + 6' 28"   |
| 11. | Alessandro De Marchi  | CCC Team               | + 6' 51"   |
| 12. | Antwan Tolhoek        | Jumbo-Visma            | + 8' 15"   |
| 13. | Richard Carapaz       | Team Ineos             | + 8' 15"   |
| 14. | Simon Clarke          | EF Pro Cycling         | + 10' 05"  |
| 15. | Jesús Herrada         | Cofidis                | + 10' 09"  |
| 16. | Dario Cataldo         | Movistar Team          | + 10' 18"  |
| 17. | Ruben Guerreiro       | EF Pro Cycling         | + 10' 25"  |
| 18. | Lorenzo Rota          | Vini Zabù-KTM          | + 10' 25"  |
| 19. | Wilco Kelderman       | Team Sunweb            | + 10' 25"  |
| 20. | Simon Geschke         | CCC Team               | + 10' 25"  |